# Frédéric Meinders
Frédéric Meinders (Den Haag, 9 augustus 1946) is een Nederlands pianist en componist.
Zijn eerste muziekopleiding verkreeg hij van zijn ouders en trok vervolgens naar het Haags Conservatorium waar hij les kreeg van Jan de Man. Hij won in 1968 een Nederlandse wedstrijd voor jonge musici, in dat jaar schreef hij zich ook in voor het Koningin Elisabethwedstrijd in België, samen met de pianisten Steven Hoogenberk, Frans Linthorst en Peter Serpenti. Hij verkreeg in 1970 een Prix d’Excellence. Martha Argerich moedigde hem aan verder te studeren en dat kon bij Nikita Magaloff in Genève. Er volgden opnieuw wedstrijdprijzen in 1972; zowel bij de internationale Scriabin-competitie in Oslo als de nationale editie daarvan in Amsterdam. Sindsdien trekt Meinders de hele wereld over voor recitals en concerten. Hij speelde daarbij met allerlei musici uit het vak als ook met orkesten als het Koninklijk Concertgebouworkest (5 keer tussen 1970 en 1975) en de Wiener Philharmoniker onder dirigenten als Bernard Haitink, Colin Davis en David Zinman. Met cellist Marien van Straalen vormde hij enige tijd een duo.
Uit zijn handen vloeiden composities van liederen tot orkestwerken en schreef ook transcripties. Opnamen van zijn werken vonden hun weg naar platenlabels. Hij schat zelf zijn aantal werken op 900 stuks (gegevens 26 februari 2021).
Pianist André Dolabella is een leerling van hem.